# 미셸 윌리엄스 (가수)
미셸 윌리엄스(Michelle Williams, 1980년 7월 23일 ~ )는 미국의 가수로, 데스티니스 차일드의 일원이었다.

## 음반 목록
정규 음반
- 2002 : Heart To Yours
- 2004 : Do you Know
- 2008 : Unexpected